# Survival horror

Resident Evil (1996), videojuego que nombró y definió al género.

El survival horror, horror de supervivencia, terror y supervivencia o terror de supervivencia es un subgénero de los videojuegos de terror y de acción y aventura que se centra en el personaje y su travesía por la sobrevivencia, mientras al mismo tiempo se intenta asustar a los jugadores con diferentes elementos del terror. Aunque el combate suele ser parte de la jugabilidad, generalmente se hace que el jugador se sienta menos en control que en los videojuegos de acción típicos, a través de municiones, salud, velocidad y visión limitadas, o a través de la obstrucción de la interacción del jugador con las mecánicas del videojuego. El jugador también tiene el reto de encontrar elementos que desbloqueen el camino hacia nuevas áreas y resuelvan acertijos para continuar avanzando en la trama del videojuego. Los videojuegos hacen uso de fuertes temas de terror, como entornos oscuros, y laberínticos, o ataques inesperados de los enemigos.
El término en inglés “survival horror” sería usado por primera vez para el lanzamiento original en japonés de Resident Evil en el año 1996, videojuego que sería influenciado por obras de terror anteriores como Sweet Home de 1989 y Alone in the Dark del año 1992. El nombre se ha utilizado desde entonces para videojuegos con jugabilidades similares, y se ha aplicado de forma retroactiva a títulos anteriores. A partir del lanzamiento de Resident Evil 4 en 2005, el género comenzó a incorporar más características de los videojuegos de acción y los videojuegos de disparos en primera persona y en tercera persona más tradicionales. Esto ha llevado a los periodistas a cuestionarse si las franquicias de larga data y las más recientes han abandonado el género y se han mudado a un género distinto al que a menudo se le denomina «acción y terror».

## Definición
Survival horror hace referencia a un subgénero de los videojuegos de acción y aventura con elementos de los videojuegos de terror, en que el desafío principal es la supervivencia del jugador. El personaje del jugador es vulnerable y suele estar poco armado, lo que pone énfasis en la resolución de acertijos y la evasión, en lugar de que el jugador tome una estrategia ofensiva. Los videojuegos comúnmente desafían al jugador a administrar su inventario y racionar los recursos escasos, como las municiones. Otro tema importante en todo el género es el aislamiento. Normalmente, estos videojuegos contienen relativamente pocos personajes no jugadores y, como resultado, con frecuencia cuentan gran parte de su historia en segundo plano a través del uso de diarios, textos o registros de audio.
Si bien muchos videojuegos de supervivencia cuentan con protagonistas solitarios contra enjambres de enemigos en un ambiente de suspenso, los survival horror son distintos de los videojuegos de acción con temática de horror. Estos tienden a enfatizar el combate en lugar de desafíos como esconderse o huir de enemigos y resolver rompecabezas. Sin embargo, no es inusual que los videojuegos de terror y supervivencia recurran a elementos de los videojuegos de acción en primera persona, los videojuegos de acción y aventura o incluso los videojuegos de rol. Según IGN, «El terror y supervivencia es diferente de los géneros típicos de los videojuegos en que no está definido estrictamente por una mecánica específica, sino por el tema, el tono, el ritmo y la filosofía de diseño».

## Diseño de juego

### Elementos destacados del combate
Los videojuegos de terror y supervivencia son un subgénero de los videojuegos de terror, donde el jugador no se puede preparar o armar completamente a su avatar o personaje. El jugador usualmente encuentra que hay muchos factores que hacen que el combate no sea atractivo como opción primaria, como un número limitado de armas o enemigos invulnerables, si las armas están disponibles, su munición es más escasa que en otros videojuegos, y las armas poderosas como los lanzadores de cohetes, son raras, si es que están disponibles. Por lo tanto, los jugadores son más vulnerables que en los videojuegos de acción, y la hostilidad del entorno establece una narrativa donde las probabilidades se sopesan decisivamente contra el personaje. Esto aleja el videojuego del combate directo, y los jugadores deben aprender a evadir a los enemigos o cambiar el entorno contra ellos. Los videojuegos intentan mejorar la experiencia de vulnerabilidad al hacer que el videojuego sea solo para un solo jugador en lugar de jugadores múltiples, y al darle a un jugador un personaje más frágil que el típico héroe del videojuego de acción.
El género del terror y supervivencia también es conocido por otros desafíos que no son de combate, como resolver rompecabezas en ciertas ubicaciones en el mundo del videojuego, y recopilar y gestionar un inventario de objetos. Las áreas del mundo del videojuego estarán fuera de los límites hasta que el jugador obtenga ciertos elementos. Ocasionalmente, los niveles están diseñados con rutas alternativas. Los niveles también desafían a los jugadores con entornos de tipo laberinto, que ponen a prueba las habilidades de navegación del jugador. Los niveles a menudo se diseñan como oscuros y claustrofóbicos (a menudo se utilizan condiciones de luz tenue o sombría y ángulos de cámara y de visión que restringen la visibilidad) para desafiar al jugador y proporcionar suspenso, aunque los videojuegos del género también hacen uso de enormes entornos espaciales.

### Diseño de enemigos
Una historia de terror y supervivencia generalmente involucra la investigación, y la confrontación de fuerzas horribles e incluso sobrenaturales, y, por lo tanto, muchos videojuegos transforman elementos comunes de la ficción de terror en desafíos de juego. Los primeros lanzamientos usaban ángulos de cámara vistos en películas de terror, lo que permitía a los enemigos acechar en áreas que están ocultas a la vista del jugador. Además, muchos videojuegos de terror y supervivencia utilizan señales de advertencia, u otros avisos para notificar al jugador de un peligro inminente. Esta retroalimentación ayuda al jugador a prepararse, pero también crea sentimientos de ansiedad e incertidumbre que ralentizan el avance.
Los videojuegos suelen presentar una variedad de monstruos con patrones de comportamiento únicos. Los enemigos pueden aparecer de forma inesperada o repentina, y los niveles a menudo están diseñados con secuencias de comandos donde los enemigos caen del techo o se estrellan contra las ventanas. Los videojuegos de terror y supervivencia, como muchos videojuegos de acción y aventura, se estructuran en torno al encuentro del jefe, donde el jugador debe enfrentarse a un oponente formidable para avanzar a la siguiente área. Estos encuentros con el jefe dibujan elementos de los antagonistas vistos en las historias de horror clásicas, y derrotar al jefe avanzará la historia del videojuego, aunque no es un elemento esencial derrotar al jefe, y suelen existir métodos para evadir el enfrentamiento, o escapar de la batalla.

## Historia

### Orígenes (1980s–1996)
Los orígenes del videojuego de terror y supervivencia se remontan a la ficción del terror anterior. Los arquetipos se han vinculado a los libros del escritor de ficción HP Lovecraft, que incluyen narrativas de investigación o viajes a través de las profundidades. Se han hecho comparaciones entre los Antiguos de Lovecraft y los encuentros con jefes vistos en muchos videojuegos de terror y supervivencia. Los temas de supervivencia también se han rastreado hasta el subgénero de la película, en el que el protagonista sufre una confrontación con el antagonista definitivo. Otra influencia importante en el género es el terror japonés, incluyendo la clásica teatral Noh, los libros de Edogawa Rampo, y el cine japonés. El género de terror y supervivencia se basa en gran medida en las tradiciones occidentales (principalmente estadounidenses) y asiáticas (principalmente japonesas), con el enfoque occidental al horror que generalmente favorece el horror visceral orientado a la acción, mientras que el enfoque japonés tiende a favorecer el horror psicológico.
Nostromo fue un videojuego de terror y supervivencia desarrollado por Akira Takiguchi, un estudiante de la Universidad de Tokio y contratista de Taito, para el PET 2001. Fue portado a la PC-6001 por Masakuni Mitsuhashi (también conocido como Hiromi Ohba, luego se unió a Game Arts), y publicado por ASCII en 1981, exclusivamente para Japón. Inspirado en el videojuego sigiloso de 1980 Manibiki Shoujo y en la película de terror de ciencia ficción Alien de 1979, el videojuego de Nostromo involucró a un jugador que intentaba escapar de una nave espacial mientras evitaba la vista de un alienígena invisible, que solo se hace visible cuando aparece frente al jugador. El videojuego también involucró recursos limitados, donde el jugador necesita recolectar ciertos artículos para escapar de la nave, y si ciertos artículos requeridos no están disponibles en el almacén, el jugador no puede escapar y, finalmente, no tiene más remedio que morir para que no lo atrape el extraterrestre.
Otro ejemplo temprano es el videojuego de la Atari 2600 llamado Haunted House de 1982. El videojuego es típico de futuros títulos de terror y supervivencia, ya que enfatiza la resolución de rompecabezas y la acción evasiva, en lugar de la violencia. El videojuego utiliza monstruos comúnmente presentados en la ficción de terror, como murciélagos y los fantasmas, cada uno de los cuales tiene comportamientos únicos. El videojuego también incorpora la recolección de elementos y la gestión del inventario, junto con las áreas que son inaccesibles hasta que se encuentra el elemento adecuado. Debido a que tiene varias características que se han visto en videojuegos de terror y supervivencia posteriores, algunos revisores han clasificado retroactivamente este videojuego como el primero en el género.
3D Monster Maze, lanzado para Sinclair ZX81 en 1982, es un videojuego en primera persona sin un arma; el jugador no puede luchar contra el enemigo, un Tyrannosaurus rex, por lo que debe escapar encontrando la salida antes de que el monstruo lo encuentre. El videojuego establece su distancia y conciencia del jugador, aumentando aún más la tensión. Edge dijo que se trataba de "miedo, pánico, terror y enfrentarse a un implacable y fuerte enemigo que te va a vencer" y lo considera "el videojuego original de terror y supervivencia". Retro Gamer declaró: "El terror y supervivencia puede haber sido una frase acuñada por primera vez por Resident Evil, pero podría haberse aplicado fácilmente al golpe masivo de Malcolm Evans".
1982 vio el lanzamiento de otro videojuego de terror temprano, de Bandai Terror House, basado en el horror japonés tradicional, lanzado como un videojuego de mano de Bandai LCD Solarpower. Fue un videojuego con energía solar con dos paneles LCD uno encima del otro para permitir cambios de escena impresionantes y efectos pseudo-3D tempranos. La cantidad de luz ambiental que recibió el videojuego también tuvo un efecto en la experiencia de juego. Otro ejemplo temprano de un videojuego de terror lanzado ese año fue el videojuego para arcade de Sega Monster Bash, que introdujo monstruos clásicos de películas de terror, como Drácula, el monstruo de Frankenstein y hombres lobo, que ayudan a sentar las bases para los futuros videojuegos de terror y supervivencia. Su nueva versión de 1986, Ghost House, tenía un videojuego diseñado específicamente para el tema del horror, con escenarios de casas llenas de trampas y secretos, y enemigos rápidos, poderosos e intimidantes, lo que obligó a los jugadores a aprender las complejidades de la casa y confiar en su ingenio. Otro videojuego que ha sido citado como uno de los primeros videojuegos con temática de terror es el videojuego de laberinto de Quicksilva de 1983, Ant Attack.
La segunda mitad de la década de 1980 vio el lanzamiento de varios otros videojuegos con temas de terror, incluyendo el de Konami Castlevania en 1986, y de Sega Kenseiden, y de Namco Splatterhouse en 1988, aunque a pesar de la imaginería macabra de estos videojuegos, sus videojuegos no divergen mucho de otros videojuegos de acción de la época. Splatterhouse en particular, se destaca por su gran cantidad de derramamiento de sangre y terror, a pesar de ser un arcade de palizas con muy poco énfasis en la supervivencia.
Shiryou Sensen: War of the Dead, un título del año 1987 desarrollado por Fun Factory y publicado por Victor Music Industries para las plataformas MSX2, PC-88 y PC Engine, es considerado el primer videojuego de terror y supervivencia por Kevin Gifford (de GamePro y 1UP) y John Szczepaniak (de Retro Gamer y The Escapist). Diseñado por Katsuya Iwamoto, el videojuego fue un RPG de acción de horror en torno a una miembro de SWAT, llamado Lila, que rescata a sobrevivientes en una ciudad aislada infestada de monstruos y las pone a salvo en una iglesia. Tiene entornos abiertos como Dragon Quest y batallas de vista lateral en tiempo real como Zelda II, aunque War of the Dead se apartó de otros videojuegos de rol con su atmósfera oscura y espeluznante expresada a través de la narración, los gráficos y la música. El personaje del jugador tiene municiones limitadas, aunque el personaje del jugador puede perforar o usar un cuchillo si no tiene municiones. El videojuego también tiene un inventario limitado de artículos y cajas para almacenar artículos, e introdujo un ciclo día-noche; el jugador puede dormir para recuperar la salud, y se mantiene un registro de cuántos días ha sobrevivido el jugador. En 1988, War of the Dead Part 2 para MSX2 y PC-88 abandonaron los elementos RPG de su predecesor, como los encuentros aleatorios, y en su lugar adoptaron elementos de acción y aventura de Metal Gear, aunque conservando la atmósfera de horror de su predecesor.
Sin embargo, el videojuego a menudo es considerado el primer verdadero juego de terror y supervivencia, debido a tener la mayor influencia en Resident Evil, fue el lanzamiento en 1989 de Sweet Home, para la Nintendo Entertainment System. Fue creado por Tokuro Fujiwara maestro de Shinji Mikami, quien más tarde crearía Resident Evil. Sweet Home, el videojuego, está enfocado en resolver una variedad de rompecabezas utilizando elementos almacenados en un inventario limitado, mientras los personajes luchan contra o escapan de las criaturas horripilantes, lo que podría conducir a la muerte permanente para cualquiera de los personajes, por lo tanto está la creación de tensión y un énfasis en la supervivencia. También fue el primer intento de crear una historia aterradora e incómoda dentro de un videojuego, contada principalmente a través de entradas de diario dispersas dejadas cincuenta años antes de los eventos del videojuego. Desarrollado por Capcom, el videojuego se convertiría en la inspiración principal de su posterior lanzamiento, Resident Evil. Sus horribles imágenes impidieron su lanzamiento en el mundo occidental, aunque su influencia se sintió a través de Resident Evil, que originalmente fue una nueva versión del videojuego. Algunos consideran que Sweet Home es el primer videojuego de terror y supervivencia real.
En 1989, Electronic Arts publicó Project Firestart, desarrollado por Dynamix. A diferencia de la mayoría de los otros videojuegos tempranos en el género, presentaba un entorno de ciencia ficción inspirado en la película Alien, pero tenía un videojuego que se parecía mucho a los videojuegos de terror y supervivencia posteriores en muchos aspectos. Travis Fahs lo considera el primero en lograr "el tipo de visión completamente formada del terror y supervivencia tal como lo conocemos hoy en día", citando su equilibrio de acción y aventura, municiones limitadas, armas débiles, personaje principal vulnerable, sensación de aislamiento, narración de historias a través de diarios. La violencia gráfica y el uso de música activada dinámicamente, todos los cuales son elementos característicos de videojuegos posteriores en el género de terror y supervivencia. A pesar de esto, no es probable que sea una influencia directa en videojuegos posteriores en el género y las similitudes son en gran medida un ejemplo de pensamiento paralelo.
En 1992, Infogrames lanzó el videojuego Alone in the Dark, que ha sido considerado un antepasado del género. El videojuego contó con un protagonista solitario contra hordas de monstruos, y utilizó los desafíos tradicionales de los videojuegos de aventura, como la resolución de rompecabezas y la búsqueda de claves ocultas para nuevas áreas. Gráficamente, Alone in the Dark usa vistas de cámara estáticas y prerrenderizadas que eran de naturaleza cinematográfica. Aunque los jugadores tenían la capacidad de luchar contra monstruos como en los videojuegos de acción, los jugadores también tenían la opción de evadirlos o bloquearlos. Muchos monstruos no podían ser asesinados, y por lo tanto solo se podía tratar con habilidades de resolución de problemas. El videojuego también usó el mecanismo de notas y libros como dispositivos expositivos. Muchos de estos elementos se usaron en videojuegos de terror y supervivencia posteriores, y por lo tanto, el videojuego tiene el crédito de hacer posible el género de terror y supervivencia.
En 1994, Riverhillsoft lanzó Doctor Hauzer para la 3DO. Tanto el personaje del jugador como el entorno se representan en polígonos. El jugador puede cambiar entre tres perspectivas diferentes: tercera persona, primera persona y visión general. Al alejarse de la mayoría de los videojuegos de terror y supervivencia, el doctor Hauzer carece de enemigos; la principal amenaza es, en cambio, la casa inteligente en la que se desarrolla el videojuego, con el jugador que tiene que sobrevivir a las trampas de la casa y resolver los rompecabezas. El sonido de los pasos de eco del personaje del jugador cambia según la superficie.
En 1995, el videojuego de aventuras de terror D, de WARP presentó una perspectiva en primera persona, un video de movimiento completo en CGI. Se trataba de un videojuego que consistía completamente en la resolución de rompecabezas y contenido tabú como el canibalismo. El mismo año, Human Entertainment lanzó Clock Tower, que fue un videojuego de terror y supervivencia que empleaba elementos de apuntar y hacer clic, similar a una jugabilidad típica de las aventuras gráficas, donde el jugador se enfrentaba a un acosador mortal conocido como Scissorman que persigue a los jugadores durante el videojuego. El videojuego introdujo elementos de videojuego sigilosos, y fue único por su falta de combate, con el jugador solo siendo capaz de huir o ser más astuto que Scissorman para sobrevivir. Cuenta con hasta nueve finales posibles diferentes.
El término "terror y supervivencia" o survival horror fue utilizado por primera vez por Capcom para comercializar su lanzamiento de 1996, Resident Evil. Comenzó como una nueva versión de Sweet Home, tomando prestados varios elementos del videojuego, como su configuración de mansión, rompecabezas, pantalla de carga de "apertura de puertas", animaciones de muerte, múltiples finales dependiendo de qué personajes sobrevivan, caminos de carácter dual, habilidades de carácter individual, manejo limitado de elementos, historia contada a través de entradas y partes del diario, énfasis en la atmósfera e imágenes horrendas. Resident Evil también adoptó varias características que se ven en Alone in the Dark, especialmente sus ángulos de cámara fijos cinematográficos y sus fondos pre-renderizados. El esquema de control en Resident Evil también se convirtió en un elemento básico del género, y los títulos futuros imitaron su desafío de racionar recursos y artículos muy limitados. Al éxito comercial del videojuego se le atribuye el ayudar a la PlayStation a convertirse en la consola de videojuego dominante, y también condujo a una serie de películas de Resident Evil. Muchos videojuegos han intentado replicar la fórmula exitosa vista en Resident Evil, y cada videojuego de terror y supervivencia subsiguiente ha tomado una postura en relación con él.

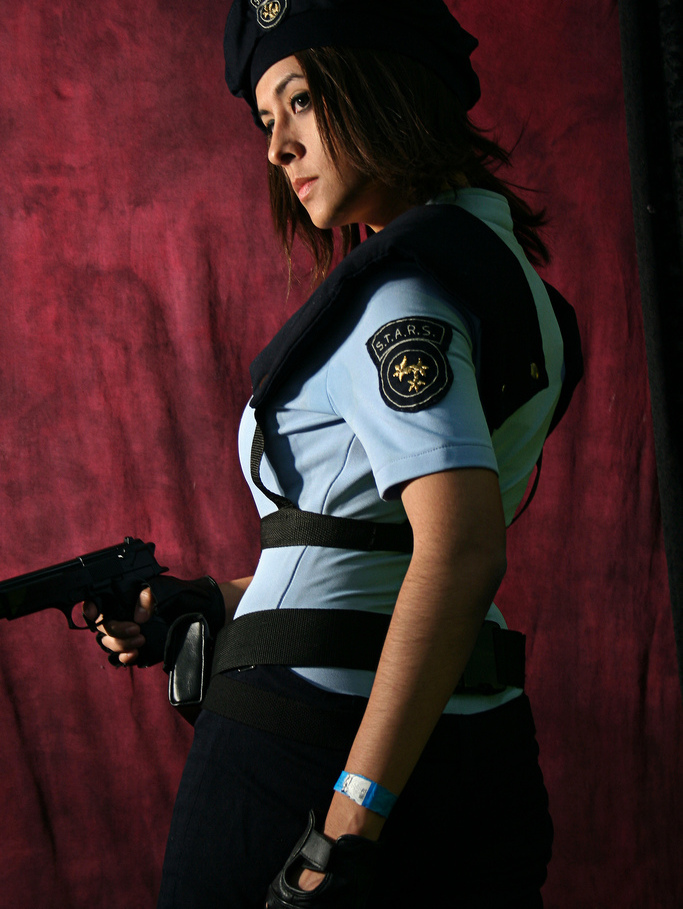
Cosplay de Jill Valentine, protagonista del primer Resident Evil.

### Edad de oro (1996–2004)
El éxito de Resident Evil en 1996 fue el responsable de que su plantilla se utilizara como base para una ola de exitosos videojuegos de terror y supervivencia, muchos de los cuales se denominaron al principio "clones de Resident Evil". La edad de oro del terror y supervivencia iniciado por Resident Evil alcanzó su punto máximo alrededor del cambio de milenio con Silent Hill, seguido de un declive general unos años más tarde. Entre los clones de Resident Evil en ese momento, hubo varios títulos de terror y supervivencia que se destacaron, como Clock Tower (1996) y Clock Tower II: The Struggle Within (1998) para la PlayStation 1. Estos videojuegos de Clock Tower resultaron ser exitosos, aprovechando el éxito de Resident Evil mientras se mantenían fieles al videojuego de aventura gráfica de Clock Tower original en lugar de seguir la fórmula de Resident Evil. Otro título de terror y supervivencia que se diferenciaba fue Corpse Party (1996), un videojuego de aventuras de horror psicológico e independiente creado con el motor RPG Maker. Al igual que Clock Tower y más tarde Haunting Ground (2005), los personajes de jugador en Corpse Party carecen de medios para defenderse; el videojuego también contó con hasta 20 finales posibles. Sin embargo, el videojuego no se lanzaría en los mercados occidentales hasta 2011. Otro videojuego similar a la serie de videojuegos de Clock Tower y Haunting Ground, que también se inspiró en el éxito de Resident Evil, es el videojuego coreano conocido como White Day: A Labyrinth Named School (2001), este videojuego fue tan atemorizante que los desarrolladores tuvieron que lanzar varios parches agregando múltiples opciones de dificultad, el videojuego fue programado para su localización en 2004, pero fue cancelado, basándose en su éxito anterior en Corea e interés, una nueva versión se ha desarrollado en 2015. Overblood, de Riverhillsoft, lanzado en el año 1996, se considera el primer videojuego de terror y supervivencia que utiliza un entorno virtual completamente tridimensional. The Note en 1997 y Hellnight en 1998 experimentaron con el uso de una perspectiva 3D en primera persona en tiempo real en lugar de fondos pre-renderizados como Resident Evil.
En 1998, Capcom lanzó la exitosa secuela llamada Resident Evil 2, cuyo creador de la serie Shinji Mikami pretendía aprovechar la idea clásica del horror como "lo ordinario se volvió extraño", por lo tanto, en lugar de ubicar el videojuego en una mansión espeluznante que nadie visitaría. Quería usar entornos urbanos familiares transformados por el caos de un brote viral. El videojuego vendió más de cinco millones de copias, lo que demuestra la popularidad del terror y supervivencia. Ese año se produjo el lanzamiento de Parasite Eve de Square, que combinaba elementos de Resident Evil con aspectos del videojuego de rol de Final Fantasy. Fue seguida por una secuela más basada en la acción, llamada Parasite Eve II, en 1999. En 1998, Galerians descartó el uso de armas en favor de los poderes psíquicos que hacen que sea difícil luchar contra más de un enemigo a la vez. También en 1998, Blue Stinger fue un terror y supervivencia completamente en 3D para Dreamcast que incorporaba elementos de acción de los videojuegos como palizas y disparos.
El videojuego de Konami, Silent Hill, publicado a finales de 1999, se basó en gran medida en Resident Evil mientras que el uso de entornos 3D en tiempo real, contrastan con Resident Evil y sus gráficos pre-renderizados. Silent Hill, en particular, fue elogiado por alejarse de los elementos de horror de la película B al estilo psicológico que se ve en las casas de arte o las películas de terror japonesas, debido al énfasis del videojuego en una atmósfera perturbadora en lugar del horror visceral. El videojuego también contó con elementos de sigilo, haciendo uso de la niebla para esquivar enemigos o apagando la linterna para evitar la detección. El Silent Hill original es considerado uno de los videojuegos más terroríficos de todos los tiempos, y la fuerte narrativa de Silent Hill 2 en el año 2001 ha hecho de la serie Silent Hill una de las más influyentes en el género. Según IGN, la "edad de oro del terror y supervivencia, llegó a un crescendo" con el lanzamiento de Silent Hill.

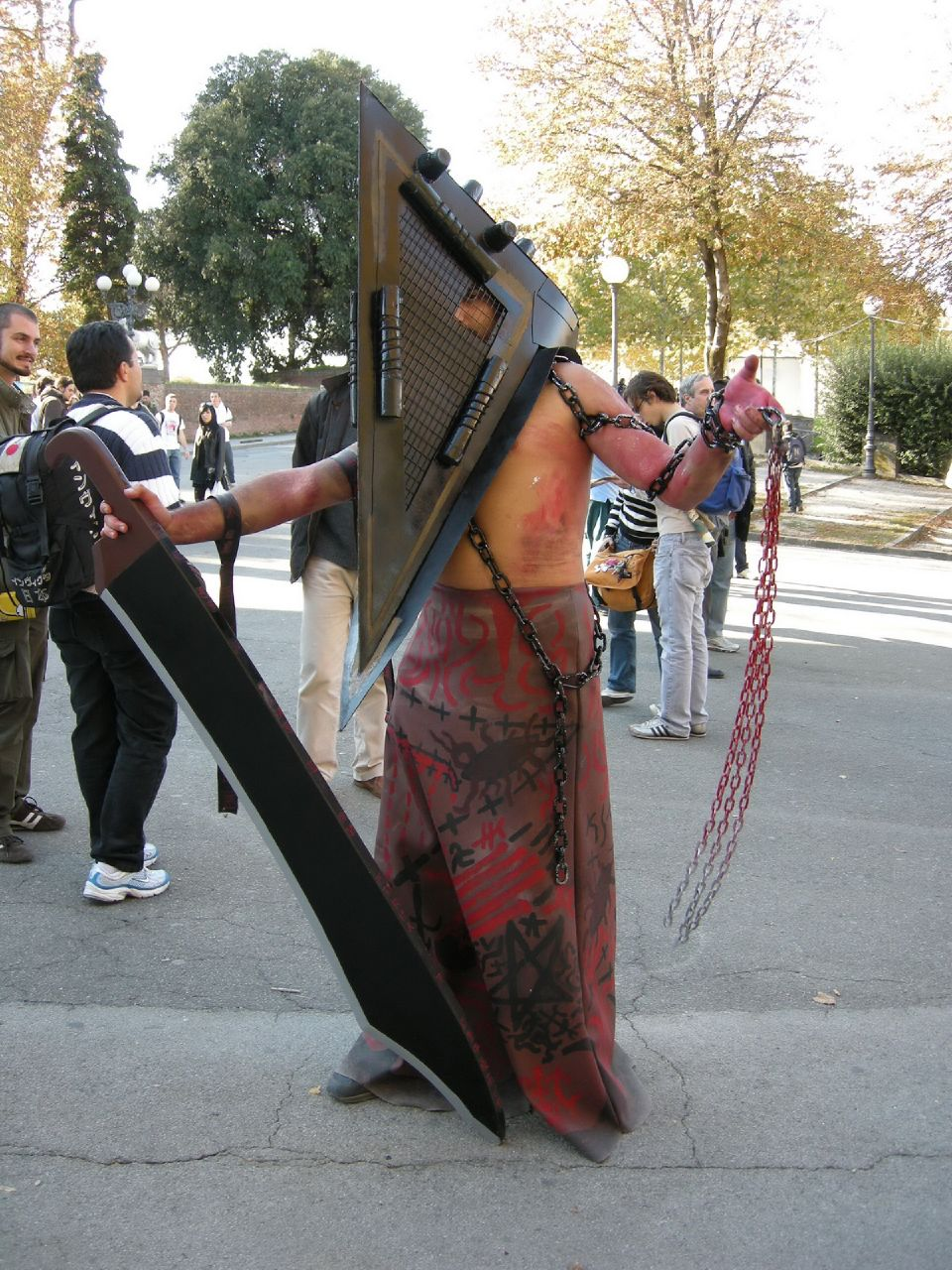
Cosplay de Pyramid Head; monstruo icónico de Silent Hill 2.

También en 1999, Capcom lanzó el Dino Crisis original, que se destacó por incorporar ciertos elementos de los videojuegos de terror y supervivencia. Fue seguida por una secuela más basada en la acción, Dino Crisis 2, en el año 2000.

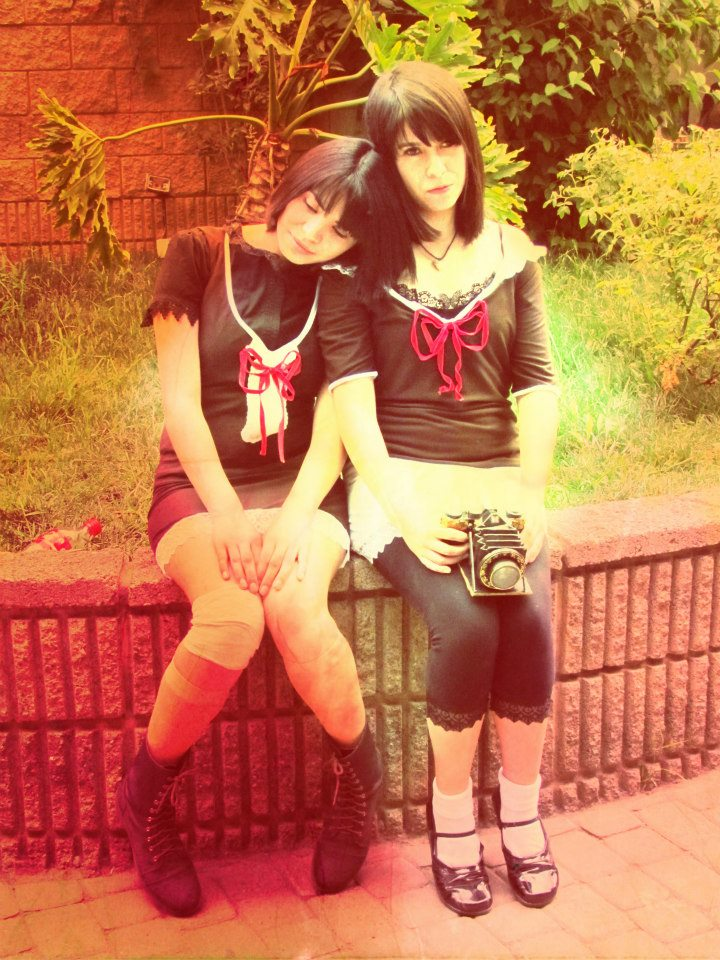
Cosplay de Fatal Frame, una de las primeras sagas de terror y supervivencia del nuevo milenio.

El juego Fatal Frame del año 2001 fue una entrega única en el género, ya que el jugador explora una mansión y toma fotografías de fantasmas para derrotarlos. La serie Fatal Frame —conocida como Project Zero en Europa— ha ganado desde entonces una reputación como una de las más distintivas en el género, con el primer videojuego de la serie acreditado como uno de los videojuegos de terror y supervivencia mejor escritos jamás realizados, por UGO Networks. Mientras tanto, Capcom incorporó elementos de shooter en varios títulos de terror y supervivencia, como Resident Evil Survivor de 2000, que utilizó tanto pistola de luz como elementos de disparos en primera persona, y Resident Evil: Dead Aim de 2003, que usó elementos de pistola de luz y tirador en tercera persona.
Los desarrolladores occidentales comenzaron a volver a la fórmula del terror y supervivencia. The Thing de 2002 ha sido llamado un videojuego de terror y supervivencia, aunque es distinto de otros títulos en el género debido a su énfasis en la acción y al desafío de mantener un equipo unido. El título de 2004 Doom 3 a veces se clasifica como terror y supervivencia, aunque se considera una versión americanizada del género debido a la capacidad del jugador para enfrentar directamente a los monstruos con armamento. Por lo tanto, generalmente se considera un juego de disparos en primera persona con elementos de terror y supervivencia. En cualquier caso, la creciente popularidad del género llevó a los desarrolladores occidentales a incorporar elementos de horror en los videojuegos de acción, en lugar de seguir el estilo de supervivencia japonés.
En general, el género de terror y supervivencia tradicional continuó siendo dominado por el diseño y estética japonesa. Clock Tower 3 de 2002 evitó la fórmula del videojuego de aventura gráfica que se ve en el Clock Tower original y abrazó el videojuego de terror y supervivencia en 3D. En 2003, Resident Evil Outbreak introdujo un nuevo elemento de videojuego en el género: el multijugador en línea y el videojuego cooperativo. Sony empleó al director de Silent Hill, Keiichiro Toyama, para desarrollar Siren. El videojuego fue lanzado en el año 2004 en Norteamérica, y agregó un desafío sin precedentes al género al hacer que el jugador se encuentre mayormente indefenso, por lo que es vital aprender las rutas de patrulla del enemigo y esconderse de ellos. Sin embargo, los revisores finalmente criticaron la fórmula tradicional japonesa del terror y supervivencia por haberse estancado. A medida que el mercado de las consolas se dirigía hacia los videojuegos de acción de estilo occidental, los jugadores se impacientaron con los recursos limitados y los controles incómodos que se ven en los títulos japoneses como el Resident Evil: Code Veronica y Silent Hill 4: The Room.

### Transformación (2005–presente)
En el año 2005, el videojuego Resident Evil 4 buscó redefinir el género enfatizando los reflejos y el sistema de apuntando con mayor precisión, ampliando la jugabilidad con elementos del género de acción más amplio. Sus ambiciones dieron sus frutos, ganando el título de varios Premios al videojuego del Año del año 2005, y el rango más alto en la lista de los Mejores 99 videojuegos de los Lectores de IGN. Sin embargo, esto también llevó a algunos revisores a sugerir que la serie Resident Evil había abandonado el género del terror y supervivencia, al demoler las convenciones de género que había establecido. Otras importantes series de terror y supervivencia siguieron su ejemplo al desarrollar sus sistemas de combate para presentar más acción, como Silent Hill: Homecoming, y la versión de 2008 de Alone in the Dark. Estos cambios fueron parte de una tendencia general entre los videojuegos de consola para cambiar al videojuego de acción visceral. Estos cambios en el videojuego han llevado a algunos puristas a sugerir que el género se ha deteriorado en las convenciones de otros videojuegos de acción. Jim Sterling sugiere que el género perdió su modo de videojuego principal cuando mejoró la interfaz de combate, lo que hace que en el videojuego, uno deje de esconderse y corra hacia el combate directo. Leigh Alexander sostiene que esto representa un cambio hacia una estética de terror más occidental, que enfatiza la acción y la sangre en lugar de la experiencia psicológica del horror japonés.

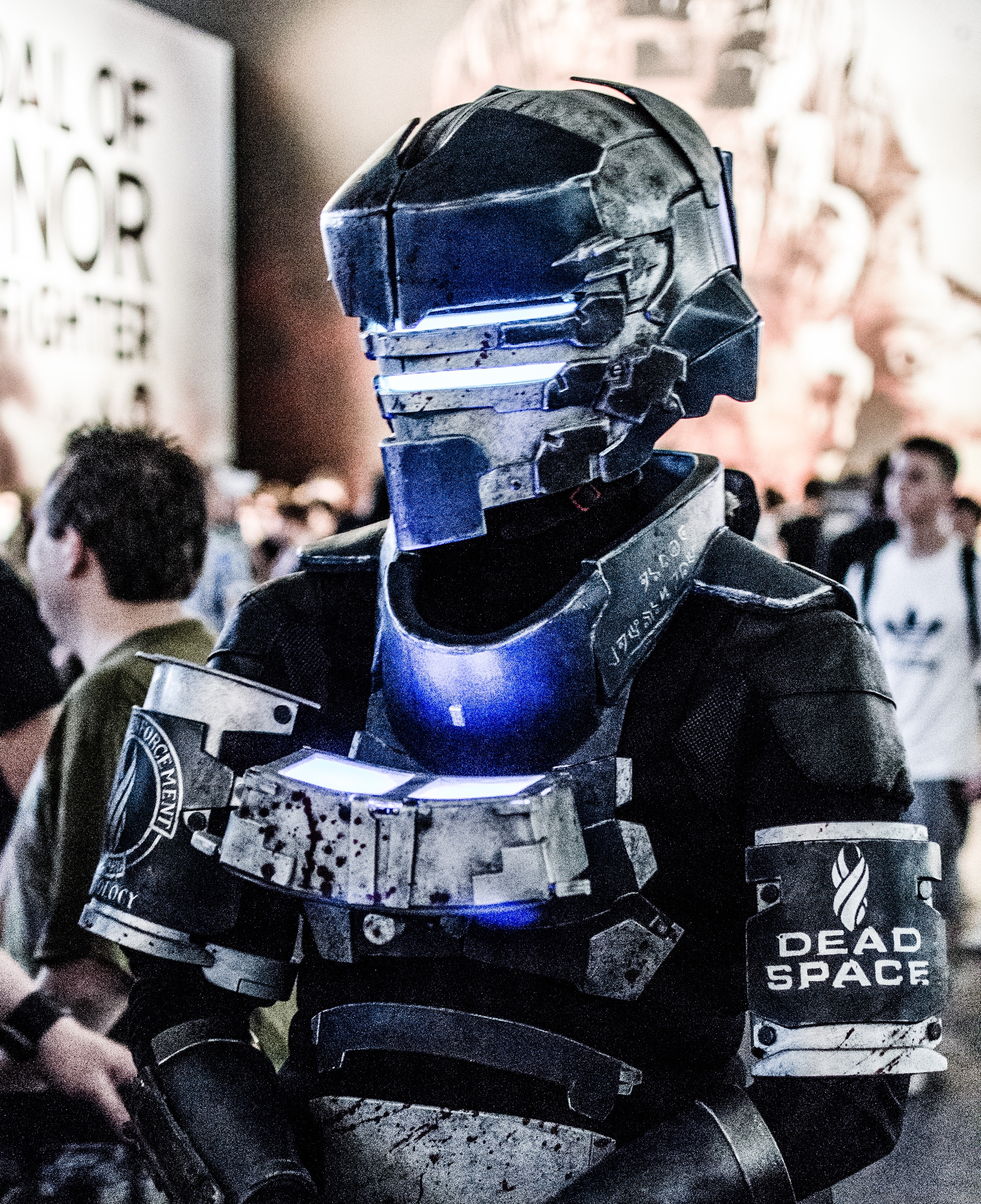
Cosplay de Isaac Clarke Dead Space.

El género original ha persistido en una forma u otra. El lanzamiento del videojuego F.E.A.R., en 2005, fue elogiado tanto por su tensión atmosférica, como por su acción rápida, combinando con éxito el horror japonés con la acción cinematográfica, mientras que Dead Space de 2008 llevó el terror y supervivencia a un entorno de ciencia ficción. Sin embargo, los críticos argumentan que estos títulos representan la tendencia continua a alejarse del terror y supervivencia pura, yendo hacia la acción general. El lanzamiento de Left 4 Dead en 2008 ayudó a popularizar el modo multijugador cooperativo entre los videojuegos de terror y supervivencia, aunque en su mayoría es un videojuego de acción en primera persona. Mientras tanto, la serie Fatal Frame se ha mantenido fiel a las raíces del género, incluso cuando Fatal Frame IV pasó del uso de cámaras fijas a un punto de vista por encima del hombro. También en 2009, Silent Hill hizo una transición a un punto de vista por encima del hombro en Silent Hill: Shattered Memories. Este esfuerzo de la Wii, sin embargo, fue considerado por la mayoría de los revisores como un retorno a la forma de la serie debido a varias decisiones de desarrollo tomadas por Climax Studios. Esto incluía la decisión de romper abiertamente la cuarta pared al perfilar psicológicamente al jugador, y la decisión de eliminar cualquier arma del videojuego, lo que obliga al jugador a correr cada vez que se encuentra con un enemigo.
Ejemplos de videojuegos independientes de terror y supervivencia son las series de Penumbra, y Amnesia: The Dark Descent de Frictional Games, Nightfall: Escape of Zeenoh, Cry of Fear de Team Psykskallar, y Slender: The Eight Pages, todos ellos elogiados por crear un entorno horrible y un ambiente sin el uso excesivo de la violencia o el gore. En 2010, el videojuego de culto Deadly Premonition de Access Games fue notable por la introducción de un videojuego de mundo abierto no lineal y un tema de horror de comedia para el género. En general, los desarrolladores de videojuegos han seguido creando y lanzando videojuegos de terror y supervivencia, y el género continúa creciendo entre los desarrolladores de videojuegos independientes.
The Last of Us, lanzado en el año 2013 por Naughty Dog para la marca PlayStation, incorporó muchos elementos de terror y supervivencia en un videojuego de acción en tercera persona. A veinte años de una plaga pandémica, el jugador debe usar municiones y tácticas de distracción para evadir o matar a humanos malformados infectados por un parásito cerebral, así como a peligrosos supervivientes. Su secuela se estrenó en 2020.

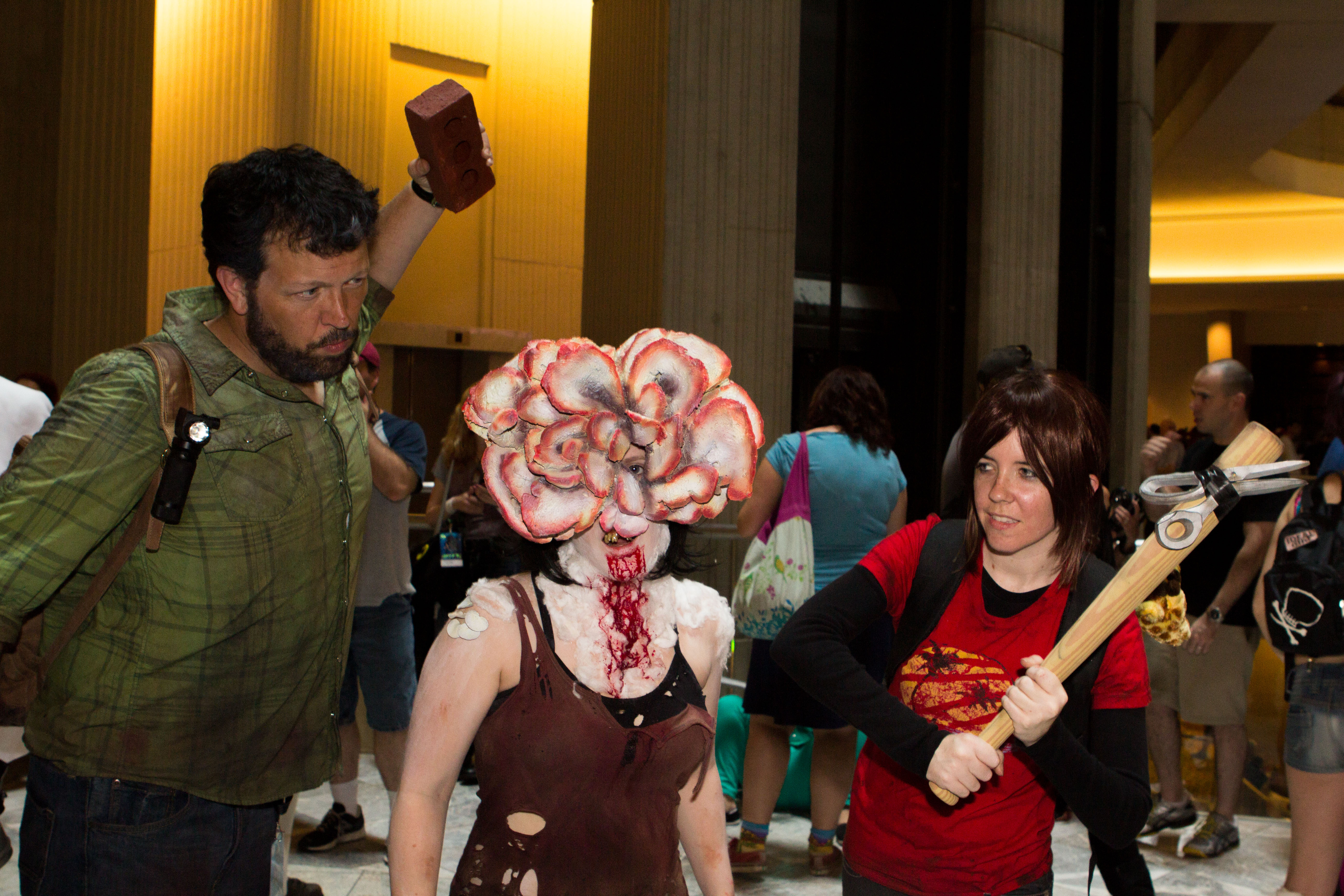
Cosplay de Joel, Ellie y un infectado de The Last of Us.

Shinji Mikami, el creador de la franquicia de Resident Evil, lanzó su nuevo videojuego de horror y supervivencia The Evil Within, en 2014. Mikami declaró que su objetivo era devolver el terror y supervivencia a sus raíces (aunque este es su último trabajo como director), como estaba decepcionado por los recientes videojuegos de terror y supervivencia por tener demasiada acción. Ese mismo año, Alien: Isolation, desarrollado por Creative Assembly basado en la serie de películas de terror Alien fue lanzado.
En 2015, Supermassive Games creó exclusivamente para PS4 el videojuego Until Dawn cuya jugabilidad se asemeja a Beyond: Dos Almas y Heavy Rain entre otros. Posteriormente estrenó dos spin-off para Playstation VR : Until Dawn: Rush of Blood, The Inpatient o Hidden Deep.
A partir de mediados de la década de 2010 los juegos de terror son combinados con elementos de Battle Royale donde varios jugadores son supervivientes y uno o dos jugadores son el asesino. Ejemplos de ello son Friday the 13th: The Game o Dead by Daylight.

## Elementos del terror y supervivencia
Existiendo una muy variada gama de videojuegos de terror y supervivencia con amplias diferencias a través de las épocas, las distintas sagas, e incluso en entregas de la misma franquicia, los videojuegos de terror y supervivencia por norma general comparten en mayor o menor medida la mayoría de las siguientes características:

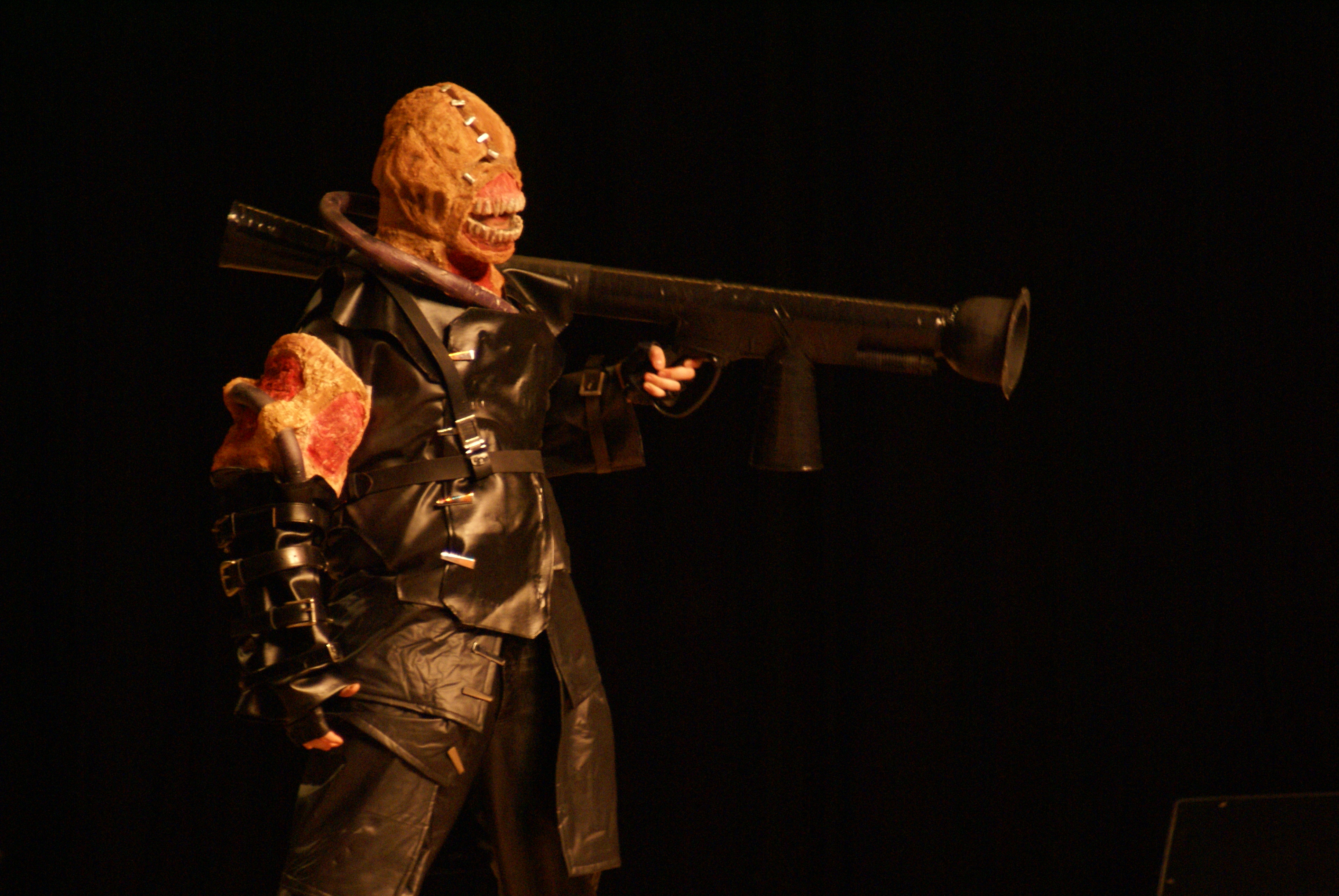
Imagen de Nemesis, el jefe de Resident Evil 3. Los jefes son uno de los elementos más usuales del terror y supervivencia, se caracterizan por ser muy fuertes físicamente, tener grandes armamentos, y una salud considerable

- El personaje del jugador suele ser muy vulnerable a los ataques de los enemigos y a las trampas del entorno.

- Existe una cantidad muy limitada de puntos de control, o números de guardado.

- Las decisiones del jugador pueden afectar de muchas maneras el progreso del videojuego.

- Al principio están muy limitadas las armas y las municiones, en las partes avanzadas del juego suelen estar disponibles las mejores y más poderosas armas.

- Los juegos de survival-horror suelen como mucho tener poco o nada de botiquín.

- Las acciones y movimientos del personaje del jugador son bastante torpes y su control es medianamente difícil.

- Los espacios y ambientes suelen ser muy oscuros o de difícil visión para el jugador, además de problemáticos para un libre movimiento.

- Los enfrentamientos cuerpo a cuerpo son considerablemente más peligrosos.

- Las armas cuerpo a cuerpo posee munición ilimitada pero su daño es considerablemente inferior a las armas de distancia (alternativamente las armas cuerpo a cuerpo pueden desgastarse hasta destruirse).

- La banda sonora (música o sonidos instrumentales) comúnmente contribuye a la tensión y el suspenso del jugador.

- Suelen existir eventos de tiempo rápido, o eventos de reflejos en los que el jugador debe reaccionar rápidamente.

- Las batallas contra los jefes suelen ser muy retadoras y son necesarios muchos recursos y habilidad para derrotarlos.

- Es posible por medio de un ahorro eficiente y buen manejo de recursos lograr que el personaje acumule grandes cantidades de recursos y municiones, de modo que se puede lograr mantener un enfoque ofensivo.

- Son muy usuales los rompecabezas y problemas de lógica y su resolución para avanzar en la historia.

- La historia del juego suele ser muy compleja y extensa, pero inicialmente solo se conoce el punto de vista del personaje del jugador.

- Es común la existencia de múltiples finales para la historia, existiendo tres tipos: Los finales positivos o buenos, los negativos o malos, y los extraños o especiales.